# Marianne och Marcus Wallenbergs stiftelse
Marianne och Marcus Wallenbergs Stiftelse är en svensk allmännyttig stiftelse som grundades av Marcus Wallenberg 1963 i samband med hans hustru Mariannes 70-årsdag. Det totala donationsbeloppet var 22,7 miljoner kronor. Under 2018 beviljade stiftelsen anslag om 198 miljoner kronor till olika projekt och program. Sedan grundandet har stiftelsen lämnat anslag om sammanlagt 2,6 miljarder kronor, en betydande del till svensk forskning.
Stiftelsen beviljar företrädesvis anslag till forskningsprojekt av hög vetenskaplig potential och individuellt stöd till excellenta forskare inom samhällsvetenskaperna. Prioriterade projekt omfattar nya forskningsområden och forskning av gränsöverskridande karaktär. Stiftelsen tillämpar ett omfattande "peer review"-förfarande - ansökningarna granskas av sakkunniga innan beslut tas i stiftelsens styrelse. Genom forskarprogrammet Wallenberg Clinical Fellows beviljas anslag även till klinisk medicin.

## WASP-HS
Våren 2019 lanserades WASP-HS, ett tioårigt forskningsprogram, som ska undersöka de konsekvenser som uppstår till följd av teknikskiftet som utvecklingen av AI och autonoma system innebär. Programmet är tvärvetenskapligt, humaniora och samhällsvetenskap kombineras med teknisk forskning. Marianne och Marcus Wallenbergs Stiftelse och Stiftelsen Marcus och Amalia Wallenbergs Minnesfond har tillsammans anslagit upp till 660 miljoner kronor på programmet. WASP-HS ska vara fristående från, men drivas i nära samarbete med WASP, Wallenberg AI, Autonomous Systems and Software Program. En satsning på tre miljarder kronor av Knut och Alice Wallenbergs Stiftelse på grundforskning inom autonoma system och AI.

## Wallenbergstiftelserna
Marianne och Marcus Wallenbergs Stiftelse är den näst största av de 16 allmännyttiga stiftelser som grundats och vars kapital donerats av – eller bildats genom insamling till hedrande av – medlemmar i familjen Wallenberg. Stiftelserna går under samlingsnamnet Wallenbergstiftelserna och delar årligen ut cirka 2,2 miljarder kronor.